# Alois Hudal
Alois Hudal conosciuto anche come Luigi Hudal (Graz, 31 maggio 1885 – Roma, 13 maggio 1963) è stato un vescovo cattolico austriaco.
Per trent'anni fu a capo della congregazione austro-tedesca di Santa Maria dell'Anima a Roma e influente rappresentante della Chiesa cattolica austriaca.
Nel suo libro I fondamenti del nazionalsocialismo (1937), Hudal elogiò Adolf Hitler e le sue politiche e, seppur indirettamente, attaccò le politiche vaticane contrarie al capo del nazismo. Dopo la seconda guerra mondiale, contribuì a organizzare la cosiddetta ratline, un sistema di vie di fuga che consentì a importanti esponenti della Germania nazista e ad altri ex ufficiali e leader politici dell'Asse, tra cui presunti di criminali di guerra, di sfuggire ai processi alleati e alla denazificazione.

## Biografia

### Primi anni di vita e formazione
Monsignor Alois Hudal, figlio di un calzolaio, nacque a Graz il 31 maggio 1885. Compì gli studi teologici per il sacerdozio dal 1904 al 1908. Il 19 luglio 1908 fu ordinato presbitero.
Quando era parroco di Kindberg, Hudal divenne un noto specialista di liturgia, dottrina, spiritualità ed errori delle Chiese ortodosse orientali di lingua slava, dal punto di vista cattolico, sebbene non riuscisse a ottenere una cattedra all'Università di Vienna. Nel 1911, tuttavia, conseguì il dottorato in sacra teologia presso l'Università di Graz e, successivamente, entrò nel Collegio teutonico di Santa Maria dell'Anima a Roma. Qui fu cappellano dal 1911 al 1913, frequentando nello stesso tempo i corsi di Antico Testamento presso il Pontificio istituto biblico.
Nel 1914 conseguì il dottorato in Sacra Scrittura con una tesi intitolata "Die religiösen und sittlichen Ideen des Spruchbuches" (Le idee religiose e morali del libro dei Proverbi). Nel 1914 entrò nella facoltà di studi dell'Antico Testamento dell'Università di Graz. Durante la prima guerra mondiale fu cappellano militare. Nel 1917 pubblicò un libro di omelie ai soldati, Soldatenpredigten, in cui esprimeva l'idea che «la lealtà verso la bandiera è lealtà verso Dio», sebbene avvertisse i rischi di «sciovinismo nazionale».

### Austria o Germania?
Nel 1922  il diplomatico austriaco Ludwig von Pastor presentò Hudal a papa Pio XI e raccomandò una sua pubblicazione sulla Chiesa nazionale serbo-croata al pontefice. Il 5 febbraio 1923 lo segnalò per l'incarico di rettore del Collegio teutonico di Santa Maria dell'Anima, un seminario teologico di Roma per chierici tedeschi e austriaci, principalmente perché era austriaco. L'ambasciatore temeva che l'Austria, che aveva appena perso la prima guerra mondiale, avrebbe perso il rettorato del collegio a favore di un candidato tedesco, olandese o belga. Il papa accettò.
Hudal fu così nominato rettore del Collegio teutonico di Santa Maria dell'Anima in un'udienza privata con Pastor, il 24 febbraio 1923. Divenne il principale referente nei rapporti tra l'episcopato austriaco e la Santa Sede, anche se i gruppi tedeschi tentarono di riconquistare la direzione del collegio. Papa Pio XI sostenne Hudal, respingendo contemporaneamente una richiesta austriaca di subordinare la pastorale dei tedeschi a quella degli austriaci di Hudal.
Nel 1924, in una cerimonia alla presenza di papa Pio XI, del cardinale segretario di Stato Pietro Gasparri e di numerosi cardinali, Hudal pronunciò un discorso di elogio a Ludwig von Pastor, commemorando il 40º anniversario della pubblicazione della sua monumentale storia dei papi.
Nel 1930 il cardinale Rafael Merry del Val, che Hudal considerava un "gran signore della Chiesa", lo nominò consultore della Congregazione del Sant'Uffizio.
Il 1º giugno 1933 papa Pio XI lo nominò vescovo titolare di Ela. Ricevette l'ordinazione episcopale il 18 dello stesso mese dal cardinale Eugenio Pacelli, segretario di Stato della Santa Sede, co-consacranti l'arcivescovo Giuseppe Pizzardo, segretario della Congregazione per gli affari ecclesiastici straordinari, e Ferdinand Stanislaus Pawlikowski vescovo di Seckau.
La promozione di Hudal a vescovo fu citata come prova che avesse stretti legami con i membri della Curia romana, in particolare con il cardinale Rafael Merry del Val (morto nel 1930) e con il cardinale segretario di Stato Eugenio Pacelli, il futuro papa Pio XII, che era stato nunzio apostolico in Germania.

### Bolscevismo e liberalismo come nemici
Hudal era un anticomunista impegnato, ma si oppose anche al liberalismo. Prima dell'ascesa del nazismo, si era già dimostrato critico nei confronti del governo parlamentare. Le sue idee erano simili a quelle politiche ed economiche di politici fascisti austriaci come Dollfuss e Kurt Schuschnigg, tedeschi come Franz von Papen e portoghesi come António de Oliveira Salazar. Secondo un autore, «Hudal si adattava perfettamente a una formula attuale, la categoria del fascismo clericale».
Hudal era molto preoccupato dell'ascesa del movimento comunista internazionale e dei partiti dei lavoratori in Austria. La paura del bolscevismo era il suo punto di partenza, ma questa sensazione si trasformò in una dottrina politica aggressiva nei confronti dell'Unione Sovietica: «Essenziale per comprendere la politica di Hudal è la sua paura che le forze militari bolsceviche invadessero l'Italia attraverso l'Europa orientale o i Balcani e sarebbero stati inarrestabili fino a distruggere la Chiesa. Come molti fedeli, abbracciò la teoria del baluardo, che sperava in un forte scudo militare austro-tedesco per proteggere Roma. Per lui era urgente la necessità di creare un esercito cristiano nell'Europa centrale per invadere la Russia ed eliminare la minaccia bolscevica su Roma».
Tuttavia, il comunismo non era la sua unica preoccupazione per la Russia. Si preoccupava anche del cristianesimo orientale. Gli obiettivi a lungo termine di Hudal erano «la riunificazione con Roma della Chiesa ortodossa orientale e la conversione dei Balcani dalla Chiesa ortodossa serba al cattolicesimo». Si aspettava che l'invasione dell'Unione Sovietica da parte delle forze europee servisse anche a questi obiettivi. La Rivoluzione russa del 1917, che schiacciò la Chiesa ortodossa russa, venne considerata dai cattolici un'opportunità storica per aiutare i cristiani russi con l'aiuto «e la conversione». Roma era ansiosa di porre fine al millenario scisma che separava il cristianesimo.

### Venti di nazionalismo e cospirazioni
Dal 1933 in poi Hudal abbracciò pubblicamente il nazionalismo pan-germanico che aveva precedentemente condannato, proclamando che desiderava essere un «servitore e araldo della causa tedesca totale».
Le sue invettive contro gli ebrei divennero più frequenti, collegando la cosiddetta "razza semitica" - che «cercava di distinguersi e dominare» - con i nefasti movimenti della democrazia e dell'internazionalismo e denunciò una presunta cospirazione di banchieri ebrei per diventare «maestri della finanza della Città Eterna». La sua politica venne allo scoperto in diverse mosse che fece in quel periodo. Per esempio, nel 1935 scrisse una prefazione a una biografia italiana di Engelbert Dollfuss, senza menzionare che il politico austriaco era stato assassinato dai nazisti austriaci durante il tentativo di colpo di Stato dell'anno precedente.
Nel 1935 Hudal era diventato influente nel creare un elenco proposto di "errori ed eresie" dell'"era", condannando diversi errori razzisti dei politici nazisti, le leggi di Norimberga e condannando anche diverse citazioni tratte direttamente dal Mein Kampf. Questa lista fu accettata da papa Pio XI come adeguata condanna, ma egli voleva anche un'enciclica piuttosto che un semplice programma.
Hudal criticava le opere di diversi ideologi nazisti, come Alfred Rosenberg o Ernst Bergmann, che disprezzavano il cristianesimo e lo consideravano «estraneo al genio germanico». La condanna da parte del Sant'Uffizio de Il mito del ventesimo secolo di Rosenberg nel 1934 e, poco dopo, de La Chiesa nazionale tedesca di Bergmann era basata sulla valutazione di Hudal di entrambe le opere.
Nel 1935, ancor prima di scrivere I fondamenti del nazionalsocialismo, Hudal aveva detto a proposito di Rosenberg: «Se il nazionalsocialismo vuole sostituire il cristianesimo con le nozioni di razza e sangue, dovremo affrontare la più grande eresia del ventesimo secolo. Deve essere respinto dalla Chiesa in modo decisivo come, se non più gravemente [...] dell'Action française, con cui condivide alcuni errori. Ma la dottrina di Rosenberg è più permeata di negazione e creò, soprattutto nella gioventù, un odio contro il cristianesimo maggiore di quello di Nietzsche».
La reazione di Rosenberg alle idee di Hudal fu violenta e la circolazione del libro fu limitata in Germania. «Non permettiamo che i fondamenti del movimento siano analizzati e criticati da un vescovo romano», affermò Rosenberg. Nonostante le restrizioni imposte al suo libro, e nonostante le restrizioni nazionalsocialiste contro i monasteri e le parrocchie tedesche e i tentativi del governo nazista di vietare l'educazione cattolica nelle scuole, arrivando fino a vietare il crocifisso nelle classi e in altre aree pubbliche (è celebre la lotta del crocifisso di Oldenburg del novembre del 1936), e nonostante lo scioglimento e la confisca da parte dei nazisti dei monasteri austriaci e il divieto ufficiale di giornali e associazioni cattolici in Austria, che da quando era unita alla Germania nazista aveva preso il nome di Ostmark, Hudal rimase vicino ad alcuni funzionari nazisti, poiché era convinto che il nuovo ordine nazista sarebbe prevalso nonostante tutto in Europa grazie alla sua "forza".
Hudal era particolarmente vicino a Franz von Papen. Egli in qualità di ambasciatore del Reich a Vienna preparò l'accordo tedesco-austriaco dell'11 luglio 1936, che alcuni sostengono aprì la strada all'Anschluss. Questo accordo fu sostenuto da Hudal sulla stampa austriaca, contro la posizione di diversi vescovi austriaci.

### Nazionalsocialismo "buono" e "cattivo"
Si dice che Hudal abbia ricevuto il distintivo d'oro di appartenenza al Partito nazista, ma ciò è contestato.
Nel 1937 a Vienna, Hudal pubblicò un libro intitolato I fondamenti del nazionalsocialismo, con un imprimatur del cardinale Theodor Innitzer. L'opera era in sostanza un'approvazione entusiasta di Adolf Hitler. Hudal inviò a Hitler una copia con dedica scritta a mano nella quale definiva il dittatore come "il nuovo Sigfrido della grandezza della Germania".
Il libro non fu autorizzato a circolare in Germania dai nazisti, anche se non fu mai ufficialmente vietato. Durante i processi di Norimberga, Franz von Papen dichiarò che il libro di Hudal aveva «molto impressionato» Hitler, i cui "consiglieri anticristiani" sarebbero stati accusati di non aver concesso un'edizione tedesca gratuita. «Tutto quello che ho potuto ottenere era il permesso di stampare 2 000 copie, che Hitler voleva distribuire tra i principali membri del Partito per uno studio del problema», ha affermato von Papen.
Nel suo libro del 1937, Hudal propose una riconciliazione e un compromesso pragmatico tra nazismo e cristianesimo, lasciando l'educazione della gioventù alle Chiese, mentre quest'ultima avrebbe lasciato la politica interamente al nazionalsocialismo. Questa era stata la linea seguita dal politico cattolico tedesco ed ex cancelliere del Reich Franz von Papen. Nell'autunno del 1934, Hudal aveva spiegato personalmente questa strategia a papa Pio XI: i "buoni" dovevano essere separati dai "cattivi" nel nazionalsocialismo. I cattivi - Rosenberg, Bergmann, Himmler e altri - secondo Hudal rappresentavano l'"ala sinistra" del partito nazista. I "conservatori" nazisti, guidati, credeva, da Hitler, dovevano essere diretti verso Roma, cristianizzati e usati contro i comunisti e il pericolo orientale. Il libro di Hitler, Mein Kampf, non fu mai inserito nell'Indice dei libri proibiti, poiché i censori rimandavano continuamente l'esame del testo, esitando a mettere all'indice il cancelliere della Germania.

### Reazione vaticana
Quando, nel 1937, Hudal pubblicò il suo libro sulle basi del nazionalsocialismo, le autorità della Chiesa furono sconvolte a causa della sua deviazione dalla politica e dagli insegnamenti della Chiesa. Hudal, senza menzionare i nomi, aveva apertamente messo in discussione la politica vaticana di papa Pio XI e del cardinale Eugenio Pacelli verso il nazionalsocialismo, culminata nell'enciclica Mit brennender Sorge, con la quale il pontefice attaccò apertamente il nazionalsocialismo. Le sue strette relazioni con Pacelli e Pio XI si interruppero immediatamente dopo la pubblicazione del suo libro, che fu giudicato in contraddizione con l'enciclica Mit brennender Sorge e il Concordato con il Reich del 1933.
Il libro di Hudal del 1937 congelò la sua costante ascesa a Roma e portò al suo esilio dopo la guerra. Come le due precedenti, Rom, Christentum und deutsches Volk (1935) e Deutsches Volk und christliches Abendland (1935) la sua pubblicazione uscì senza l'imprimatur o un'approvazione ecclesiastica. Ciò fu un'altra ragione che contribuì al raffreddamento delle relazioni con il Vaticano. Hudal aveva proposto un "nazionalsocialismo veramente cristiano": l'educazione e gli affari ecclesiastici sarebbero stati controllati dalla Chiesa, mentre la politica sarebbe rimasto esclusivamente nazionalsocialista.
I nazisti tuttavia non avevano intenzione di lasciare l'educazione della gioventù alla Chiesa. Insieme - secondo Hudal - la Chiesa e lo Stato tedesco avrebbero combattuto contro il comunismo. Hudal vide un legame diretto tra ebrei e marxismo, lamentando il loro presunto dominio nelle professioni accademiche, e sostenendo la legislazione sulla segregazione degli ebrei al fine di proteggerli dall'influenza straniera.
Nell'aprile del 1938, Hudal favorì l'espressione di un voto da parte dei chierici tedeschi e austriaci presso il Collegio teutonico di Santa Maria dell'Anima, sulla questione dell'annessione tedesca dell'Austria. Il voto ebbe luogo sull'incrociatore pesante tedesco Admiral Scheer, ancorato nel porto di Gaeta. Contrariamente al risultato complessivo, i collegiali respinsero l'Anschluss con oltre il 90% dei voti. I nazisti definirono questo episodio come "vergogna di Gaeta".
Nel giugno del 1938, Papa Pio XI ordinò al gesuita americano John LaFarge Jr. di preparare un'enciclica che condannava l'antisemitismo, il razzismo e la persecuzione degli ebrei. Egli lo fece insieme ai confratelli gesuiti Gustav Gundlach, un tedesco, e Gustave Desbuquois, un francese. Una bozza dell'enciclica, intitolata Humani generis unitas, era sulla scrivania di papa Pio XI quando questi morì. Il documento non venne mai promulgato da papa Pio XII, probabilmente perché contenente affermazioni di "razzismo teologico".
Hudal, precedentemente popolare e influente in Vaticano, visse dal 1938 in isolamento nel suo collegio.

### Hudal durante la seconda guerra mondiale
L'isolamento di Hudal a Roma continuò durante la seconda guerra mondiale. Continuò comunque ad essere il responsabile della pastorale della Chiesa e del Collegio dell'Anima, ma non aveva alcun incarico in Vaticano e nessun accesso a papa Pio XII o alla Curia.
Lo storico gesuita francese, Pierre Blet, condirettore di Acts and Documents, citò il caso dell'incontro di Hudal con il nipote del papa, Carlo Pacelli, successivamente al rastrellamento del Ghetto di Roma del 16 ottobre 1943. Dopo questo incontro, il vescovo scrisse al governatore militare tedesco di Roma, il generale Reiner Stahel, chiedendo la sospensione immediata degli arresti, per evitare un intervento pubblico del Papa contro di questi. I tedeschi sospesero le azioni «in considerazione del carattere speciale di Roma».
Secondo un altro autore, tuttavia, l'idea dell'intervento di Hudal venne dall'ambasciatore tedesco presso la Santa Sede Ernst von Weizsäcker. Questi avrebbe chiesto al rettore dell'Anima di firmare una lettera al comandante militare di Roma, il generale Reiner Stahel, chiedendo che gli arresti venissero fermati, altrimenti il papa avrebbe preso una posizione pubblica contro tali azioni e gli occupanti tedeschi. L'ambasciatore Weizsäcker, si sosteneva, aveva scelto questo stratagemma perché Hitler avrebbe potuto reagire contro il Vaticano e il papa se fosse stata l'ambasciata tedesca a trasmettere l'avvertimento, invece del vescovo amico dei nazisti.
Tuttavia, questo resoconto è seriamente contraddetto dall'affermazione di Hudal nei suoi Ricordi. In essi afferma che fu Carlo Pacelli a venirlo a trovare e a suggerirgli il contenuto della lettera. Inoltre la bozza dattiloscritta originale della lettera inviata a Stahel è stata rinvenuta dal dott. Rainer Decker tra la corrispondenza di Hudal nel collegio dell'Anima. Questa bozza è molto più lunga della missiva inviata da Hudal a Berlino; contiene le correzioni da lui scritte a mano, i saluti introduttivi a Stahel che ricordano una loro reciproca conoscenza,  e al capitano Diemert. Inoltre, in un paragrafo finale nota che, come precedentemente discusso nel marzo precedente, la Germania avrebbe potuto necessitare dei buoni uffici del Vaticano nel prossimo futuro. Questi dettagli non potevano essere conosciuti dall'ambasciatore Weizsäcker o da nessuno degli altri diplomatici. Ciò non lascia dubbi sul fatto che la lettera sia stata scritta dallo stesso vescovo Hudal e da nessun altro e che egli prese l'iniziativa dopo la visita del nipote del papa, Carlo Pacelli, la mattina del 16 ottobre 1943.
Secondo diverse fonti, Hudal potrebbe essere stato un informatore con sede in Vaticano per l'intelligence tedesca sotto il regime nazista, o l'Abwehr di Wilhelm Canaris o l'RSHA. Lo storico gesuita Robert Graham sostenne questo punto di vista nel suo libro Nothing Sacred. Diversi altri autori menzionano i suoi contatti a Roma con il capo dell'intelligence delle SS Walter Rauff. Nel settembre del 1943 Rauff fu inviato a Milano, dove si occupò di tutte le operazioni della Gestapo e della SD in tutto il nord-ovest dell'Italia.
Si sospetta che Hudal abbia incontrato Rauff e abbia iniziato a collaborare con lui creando un'amicizia utile in seguito per la creazione di una rete di fuga per i nazisti, della quale avrebbe usufruito lo stesso Rauff. Dopo la guerra egli infatti fuggì da un campo di prigionia a Rimini e «si nascose in un certo numero di conventi italiani, apparentemente sotto la protezione del vescovo Alois Hudal».
Durante la guerra, Hudal offrì rifugio ai ricercati dai nazisti a Santa Maria dell'Anima, che venne utilizzata anche dalla Resistenza. Il generale di brigata John Burns, un neozelandese, ne diede una descrizione quando ricordò la sua fuga da un campo di prigionia italiano nel 1944.

### Organizzatore dellaratline
Dopo il 1945, Hudal continuò ad essere isolato dalla gerarchia vaticana. Nella sua nativa Austria, il suo libro filo-nazista era ora apertamente discusso e criticato. Nel 1945, l'Austria occupata dagli Alleati costrinse Hudal a rinunciare alla sua cattedra di Graz. Egli però fece appello e grazie a un tecnicismo la riguadagnò due anni dopo.
Dopo la guerra, Hudal fu uno dei principali organizzatori cattolici della ratline, insieme a monsignor Karlo Petranović, egli stesso un criminale di guerra ustascia fuggito in Austria e poi in Italia dopo il 1945. Lavorando sulle ratline, Hudal aiutò le ex famiglie naziste e ustascia a trovare un rifugio sicuro nei paesi d'oltremare. La considerava «un'associazione benefica per le persone bisognose, per le persone senza colpa che devono diventare capri espiatori per i fallimenti di un sistema malvagio».
Utilizzò i servizi dell'Ufficio austriaco di Roma, che aveva i documenti necessari (le "carte di riconoscimento"), necessarie per la migrazione principalmente verso i paesi arabi e sudamericani. Si afferma inoltre che anche il presidente della Croce Rossa Internazionale Carl Jacob Burckhardt e il cardinale argentino Antonio Caggiano furono coinvolti nelle ratline.
Non è chiaro se Hudal sia stato nominato officiale della Pontificia commissione di assistenza (PCA) o se abbia agito come capo de facto della comunità cattolica austriaca a Roma. Gli viene attribuito la responsabilità di aver organizzato la fuga di criminali di guerra come Franz Stangl, comandante di Treblinka. Stangl disse alla storica Gitta Sereny che era andato a cercare Hudal a Roma quando aveva saputo che il vescovo stava aiutando tutti i tedeschi. Il vescovo gli organizzò un alloggio a Roma, fino a quando non gli passò la sua "carta di riconoscimento", poi gli diede del denaro e un visto per la Siria. Stangl partì per Damasco, dove il vescovo gli trovò lavoro in una fabbrica tessile.
Altri importanti criminali di guerra nazisti presumibilmente aiutati dalla rete di Hudal furono il capitano delle SS Eduard Roschmann; Josef Mengele, l'"angelo della morte" di Auschwitz; Gustav Wagner, sergente delle SS a Sobibor; Alois Brunner, organizzatore di deportazioni dalla Francia e dalla Slovacchia verso i campi di concentramento tedeschi; e Adolf Eichmann, considerato uno dei maggiori responsabili operativi dello sterminio degli ebrei. Padre Edward Dömöter, un francescano di origine ungherese creò l'identità del passaporto di Adolf Eichmann, emesso dalla Croce Rossa con il nome fittizio di Ricardo Klement.
Erich Priebke, l'ex capitano delle SS che diresse l'eccidio delle Fosse Ardeatine, nel 1994 dichiarò alla giornalista italiana de La Repubblica Emanuela Audisio, che Hudal lo aiutò a raggiungere Buenos Aires. L'informazione fu verificata dallo storico della Chiesa Robert Graham, un sacerdote gesuita statunitense.
Nel 1945 Hudal diede rifugio a Otto Wächter. Dal 1939 in poi, come governatore del distretto di Cracovia, Wächter organizzò la persecuzione degli ebrei e nel 1941 ordinò l'istituzione del ghetto di Cracovia. Wächter è menzionato come uno dei principali sostenitori del governo generale a favore dello sterminio degli ebrei con i gas e faceva parte della squadra di SS che sotto la supervisione di Himmler e la direzione di Odilo Globočnik pianificarono l'operazione Reinhard, la prima fase della soluzione finale, che portò alla morte di oltre 2 000 000 di ebrei polacchi. Dopo la guerra, Wächter visse in un monastero romano "come un monaco", sotto la protezione di Hudal. Morì il 14 luglio 1949 nell'ospedale Santo Spirito a Roma.
Anche se il suo status ufficiale era minore, Hudal giocò chiaramente un ruolo nelle ratline. Nel 1999 il ricercatore italiano Matteo Sanfilippo pubblicò una lettera redatta il 31 agosto 1948 dal vescovo Hudal al presidente argentino Juan Domingo Perón nella quale chiedeva 5 000 visti, 3 000 per i tedeschi e 2 000 per i "soldati" austriaci. Nella lettera, Hudal spiegava che questi non erano rifugiati nazisti, ma combattenti anticomunisti "il cui sacrificio in tempo di guerra" aveva salvato l'Europa dal dominio sovietico.
Secondo il ricercatore argentino Uki Goñi, i documenti che scoprì nel 2003 mostrano che anche la Chiesa cattolica era profondamente coinvolta nella rete segreta: «Il governo Perón autorizzò l'arrivo dei primi collaboratori nazisti [in Argentina], a seguito di un incontro nel marzo del 1946 tra Antonio Caggiano, un cardinale argentino [di recente creazione], ed Eugène Tisserant, un cardinale francese annesso al Vaticano».
Collaborò anche padre Krunoslav Draganović, un teologo croato. Draganović, un trafficante di criminali di guerra fascisti e ustascia che era stato anche coinvolto nello spionaggio filofascista, durante la guerra fredda entrò a servizio degli Stati Uniti d'America - il suo nome appare nei libri paga del Pentagono alla fine degli anni '50 e all'inizio degli anni '60 - e alla fine gli fu concessa l'immunità, ironia della sorte, nella Jugoslavia di Tito, dove morì nel 1983 all'età di 79 anni. Anche monsignor Karl Bayer, direttore della Caritas internationalis di Roma dopo la guerra, collaborò in queste fughe. Intervistato negli anni '70 da Gitta Sereny, Bayer ricordò di come lui e Hudal avessero aiutato i nazisti in America del Sud con il sostegno del Vaticano: «Il papa [Pio XII] ha fornito denaro per questo; a volte in frittelle, ma è arrivato». La ratline di Hudal fu presumibilmente finanziata dal suo amico Walter Rauff, con alcuni fondi presumibilmente provenienti da monsignor Giuseppe Siri, nominato vescovo ausiliare di Genova nel 1944 ed arcivescovo della medesima sede nel 1946. Siri era tuttavia considerato "un eroe del movimento di resistenza in Italia" durante l'occupazione tedesca dell'Italia settentrionale. Il coinvolgimento di Siri rimane non dimostrato.
Secondo Uki Goñi, «alcuni dei finanziamenti per la rete di fuga di Hudal provenivano dagli Stati Uniti», facendo presumere che il delegato italiano dell'American National Catholic Welfare Conference fornì a Hudal «fondi sostanziali per il suo aiuto "umanitario"». Dopo la pubblicazione delle opere di Graham e Blet, lo storico Michael Phayer, professore alla Marquette University, denunciò la stretta collaborazione tra il Vaticano di papa Pio XII e di monsignor Giovanni Battista Montini, allora sostituto della Segretaria di Stato, e più tardi papa, da una parte, e Draganović e Hudal dall'altra, e affermò che lo stesso pontefice era direttamente impegnato in tali attività. Contro queste accuse di coinvolgimento diretto di papa Pio XII e della Curia romana, ci sono alcune testimonianze opposte e la negazione da parte dei funzionari vaticani di qualsiasi coinvolgimento del pontefice. Secondo Phayer, il vescovo Aloisius Muench, inviato americano e di papa Pio XII nella Germania occidentale occupata dopo la guerra, «scrisse al Vaticano avvertendo il papa di desistere dai suoi sforzi di scusare i criminali di guerra». La lettera, scritta in italiano, è custodita negli archivi dell'Università Cattolica d'America.
Nelle sue memorie postume, Hudal ricorda invece con amarezza la mancanza di sostegno che trovò da parte della Santa Sede per aiutare la Germania nazista contro il "bolscevismo senza Dio" sul fronte orientale. Hudal affermò più volte in quest'opera di aver ricevuto critiche al sistema nazista piuttosto che appoggi dai diplomatici vaticani sotto papa Pio XII. Presumeva che la politica della Santa Sede durante e dopo la guerra fosse interamente controllata dagli alleati occidentali.
Fino alla sua morte, Hudal rimase convinto di aver fatto la cosa giusta, e disse che considerava di salvare le forze armate e i politici tedeschi e altri fascisti dalle mani dell'accusa alleata una «cosa giusta e quello che ci si sarebbe aspettato da un vero cristiano», aggiungendo: «Non crediamo nell'occhio per occhio degli ebrei».
Hudal affermò che la giustizia degli alleati e dei sovietici aveva portato a processi mediatici e linciaggi, il principale dei quali fu il processo di Norimberga. Nelle sue memorie, sviluppò una teoria sulle cause economiche della seconda guerra mondiale che gli permise di giustificare chiaramente i suoi atti a favore dei criminali di guerra nazisti e fascisti:

### Dimissioni e morte
Nel 1947 le attività di Hudal causarono uno scandalo. Il Passauer Neue Presse, un giornale cattolico, lo accusò infatti di aver guidato una catena clandestina. Tuttavia giocando sulle sue conoscenze, si dimise dall'incarico di rettore del Collegio teutonico di Santa Maria dell'Anima solo nel 1952.
Nel gennaio del 1952, fu infatti costretto a dimettersi dall'incarico di rettore, grazie alla pressione congiunta dei vescovi tedeschi e austriaci e della Santa Sede. L'arcivescovo di Salisburgo Andreas Rohracher gli comunicò che la Santa Sede voleva licenziarlo. A giugno, Hudal annunciò al cardinale protettore di Santa Maria dell'Anima che aveva deciso di lasciare il Collegio, disapprovando ciò che considerava il governo della Chiesa da parte degli alleati.
Dopo essere stato bandito dalla Città del Vaticano da papa Pio XII, Hudal si ritirò nella sua residenza di Grottaferrata, vicino a Roma, amareggiato verso il pontefice. Il 15 agosto 1950 venne nominato consultore della Sacra Congregazione del Concilio. Nel 1962 scrisse le sue amareggiate memorie intitolate Römische Tagebücher, Lebensberichte eines alten Bischofs, pubblicate postume nel 1976.
Fino alla sua morte nel 1963, non si arrese mai nel tentativo di ottenere un'amnistia per i nazisti. Nonostante le sue proteste contro l'antisemitismo negli anni '30, nelle sue memorie, con piena conoscenza dell'Olocausto, il "vescovo bruno" disse delle sue azioni a favore dei criminali di guerra e degli autori di genocidi: «Ringrazio Dio che mi ha aperto gli occhi e mi ha permesso di visitare e confortare molte vittime nelle loro prigioni e campi di concentramento e per averli aiutarli a fuggire con documenti di identità falsi». Tuttavia, le "vittime" erano prigionieri di guerra dell'asse e i loro "campi di concentramento" erano campi di detenzione alleati.
Morì a Roma il 13 maggio 1963 all'età di 77 anni. È sepolto nel campo santo dei Teutonici e dei Fiamminghi a Roma.
I suoi diari furono pubblicati in Austria 13 anni dopo la sua morte e descrivevano le presunte ingiustizie subite dal Vaticano che aveva vissuto sotto Pio XI e Pio XII dopo la pubblicazione del suo libro del 1937. In esse Hudal sostenne che un accordo tra socialismo, nazionalismo e cristianesimo era l'unico modo realistico per garantire il futuro.

## Opere maggiori
- Soldatenpredigten (Graz, 1917) - Omelie per i soldati.
- Die serbisch-orthodoxe Nationalkirche (Graz, 1922) - La Chiesa Ortodossa Serba Nazionale.
- Vom deutschen Schaffen in Rom. Predigten, Ansprachen und Vorträge, (Innsbruck, Vienna e Monaco di Baviera, 1933) - Sul lavoro tedesco a Roma. Sermoni, discorsi e lezioni.
- Die deutsche Kulturarbeit in Italien (Münster, 1934) - L'attività culturale tedesca in Italia
- Ecclesiae et nationi. Katholische Gedanken in einer Zeitenwende (Rome, 1934) - La Chiesa e le nazioni. Pensieri cattolici alla svolta di un'era.
- Rom, Christentum und deutsches Volk (Rome, 1935) - Roma, il Cristianesimo e il popolo tedesco
- Deutsches Volk und christliches Abendland (Innsbruck, 1935) - Il popolo tedesco e l'occidente cristiano.
- Der Vatikan und die modernen Staaten (Innsbruck, 1935) - Il Vaticano e gli Stati moderni.
- Das Rassenproblem (Lobnig, 1935) - Il problema razziale.
- Die Grundlagen des Nationalsozialismus: Eine ideengeschichtliche Untersuchung (Leipzig e Wien, 1936–37 e l'edizione facsimile Brema, 1982) - I fondamenti del nazionalsocialismo.
- Nietzsche und die moderne Welt (Rome, 1937) - Nietzsche e il mondo moderno.
- Europas religiöse Zukunft (Rome, 1943) - Il futuro religioso dell'Europa.
- Römische Tagebücher. Lebensbeichte eines alten Bischofs (Graz, 1976) - Diari di Roma. Confessioni sulla vita di un vecchio vescovo.

## Genealogia episcopale
La genealogia episcopale è:
- Cardinale Scipione Rebiba
- Cardinale Giulio Antonio Santorio
- Cardinale Girolamo Bernerio, O.P.
- Arcivescovo Galeazzo Sanvitale
- Cardinale Ludovico Ludovisi
- Cardinale Luigi Caetani
- Cardinale Ulderico Carpegna
- Cardinale Paluzzo Paluzzi Altieri degli Albertoni
- Papa Benedetto XIII
- Papa Benedetto XIV
- Papa Clemente XIII
- Cardinale Marcantonio Colonna
- Cardinale Giacinto Sigismondo Gerdil, B.
- Cardinale Giulio Maria della Somaglia
- Cardinale Carlo Odescalchi, S.I.
- Cardinale Costantino Patrizi Naro
- Cardinale Lucido Maria Parocchi
- Papa Pio X
- Papa Benedetto XV
- Papa Pio XII
- Vescovo Alois Hudal

### Testi sull'argomento
- Mark Aarons e John Loftus, Ratlines: How the Vatican's Nazi Networks Betrayed Western Intelligence to the Soviets, William Heinemann, 1991 (ripubblicato negli USA come Unholy Trinity).
- Robert Graham, David Alvarez, Nothing Sacred: Nazi Espionage against the Vatican, 1939-1945, London, Frank Cass, 1998.
- Michael Phayer, The Catholic Church and the Holocaust, 1930-1965, Indiana University Press, 2000.
- Pierre Blet, Pio XII e la Seconda guerra mondiale negli archivi del Vaticano, Cinisello Balsamo, Edizioni San Paolo, 1999.
- Gerald Steinacher, Nazis auf der Flucht. Wie Kriegsverbrecher über Italien nach Übersee entkamen, Studienverlag Wien-Innsbruck-München, 2008 ISBN 978-3-7065-4026-1
- "Krunoslav Draganovic", in The Pavelic Papers su http://www.pavelicpapers.com/documents/draganovic/
- Greg Whitlock, "Alois Hudal: Clero-Fascist Nietzsche critic", Nietzsche-Studien, volume 32, 2003.
- Erika Weinzierl, "Kirche und Nationalsozialismus", con foto di Hudal, dell'arcivescovo Innitzer e fac-simili di molti documenti riguardanti l'Anschluss e il benvenuto da parte di Innitzer.
- Johan Ickx, "The Roman 'non possumus' and the Attitude of Bishop Alois Hudal towards the National Socialist Ideological Aberrations", in: Gevers L., Bank J (ed.), Religion under Siege. The Roman Catholic Church in Occupied Europe (1939-1950), I (Annua Nuntia Lovaniensia, 56.1), Löwen, 2008, 315 ss.
- Peter Rohrbacher, „Habent sua fata libelli“: Das „Rassenproblem“ im Spiegel der nachgelassenen Privatbibliothek Bischof Alois Hudals, in: Römische Historische Mitteilungen 57 (2015), pp. 325–364.